# آتلیه عکاسی

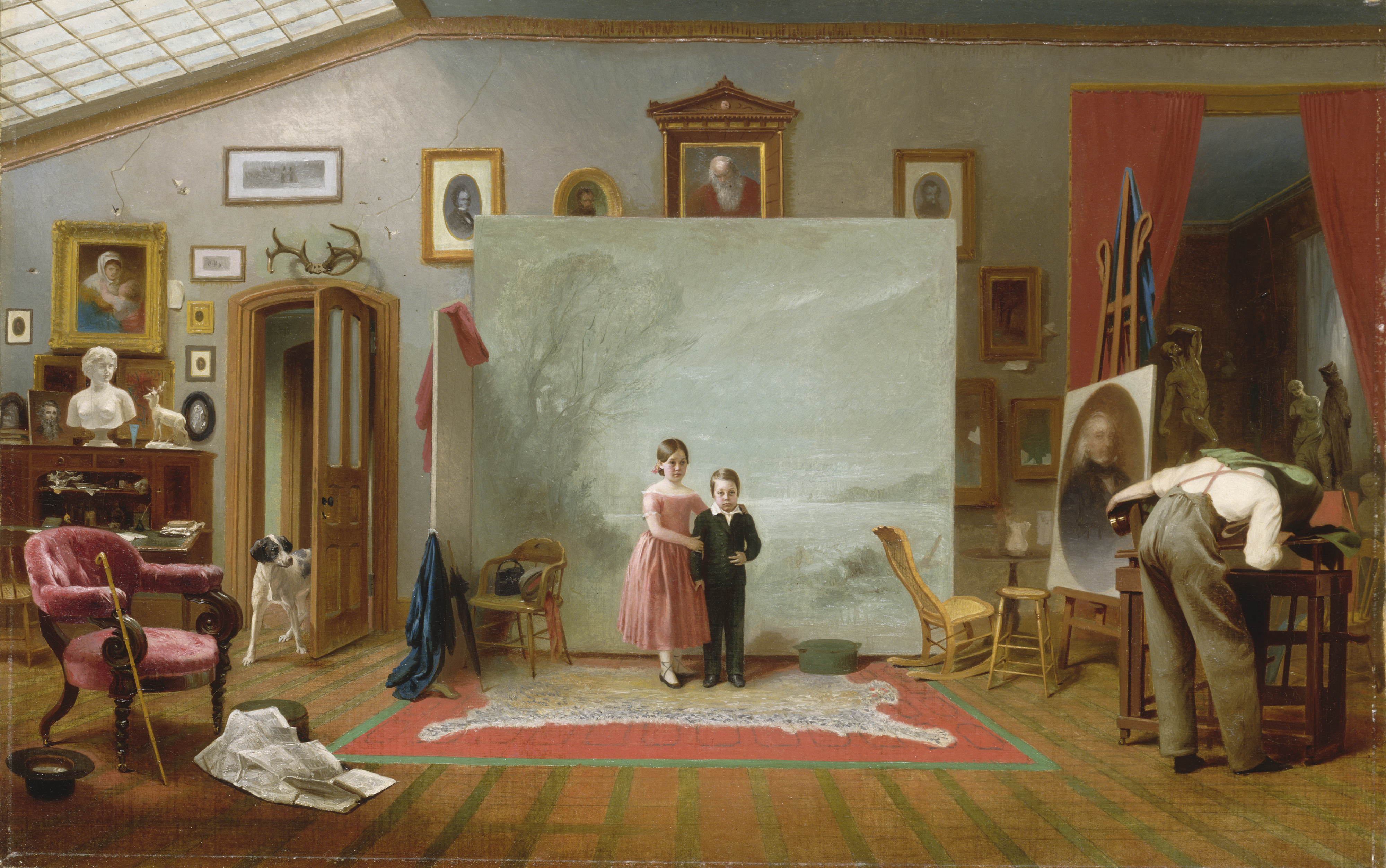
نقاشی‌های کارگاه اثر توماس لو کلر

آتلیهٔ عکاسی یا استودیو عکاسی (به انگلیسی: photographic studio) یک فضای کاری جهت عکاسی است که با فراهم آوردن نیازهای اولیهٔ عکاس، فرایند عکسبرداری را ساده و متمرکز می‌کند. آتلیه ممکن است خصوصی یا متعلق به شرکت خاصی باشد. فضای آتلیه عکاسی جهت گرفتن عکس و همچنین آموزش عکاسی استفاده می‌شود. آتلیه عکاسی دارای فضاهای کاری مختلف است که از آن جمله می‌توان به اتاق تاریک خانه، اتاق آرشیو یا ذخیره‌سازی عکس اشاره نمود.

## انواع آتلیه عکاسی با توجه به سوژه

### آتلیه عکاسی پرتره

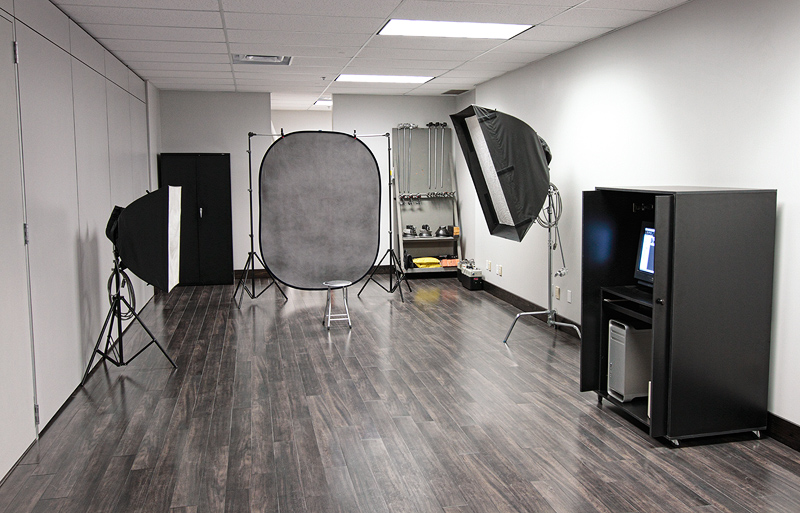
آتلیه عکاسی

در آتلیه عکاسی وقتی یک سوژه مثل شخص یا خانواده برای عکاسی پرتره مراجعه میکنند ، در این آتلیه نورپردازی، بک گراند، لنز و فضای داخلی آتلیه باید متناسب با عکاسی پرتره چیدمان و تهیه شده باشد . برای عکاسی پرتره در گذشته از دوربین‌های آنالوگ استفاده میشده ولی امروزه با پیشرفت تکنولوژی‌، دوربین‌های دیجیتال جایگزین آنالوگ شده و همین امر موجب توسعه روزافزون آتلیه‌های عکاسی در شهرها شده است. انواع عکس‌های پاسپورت، پرسنلی، شخصی و خانوادگی در آتلیه عکاسی پرتره گرفته و چاپ می‌شوند .

### آتلیه عکاسی کودک

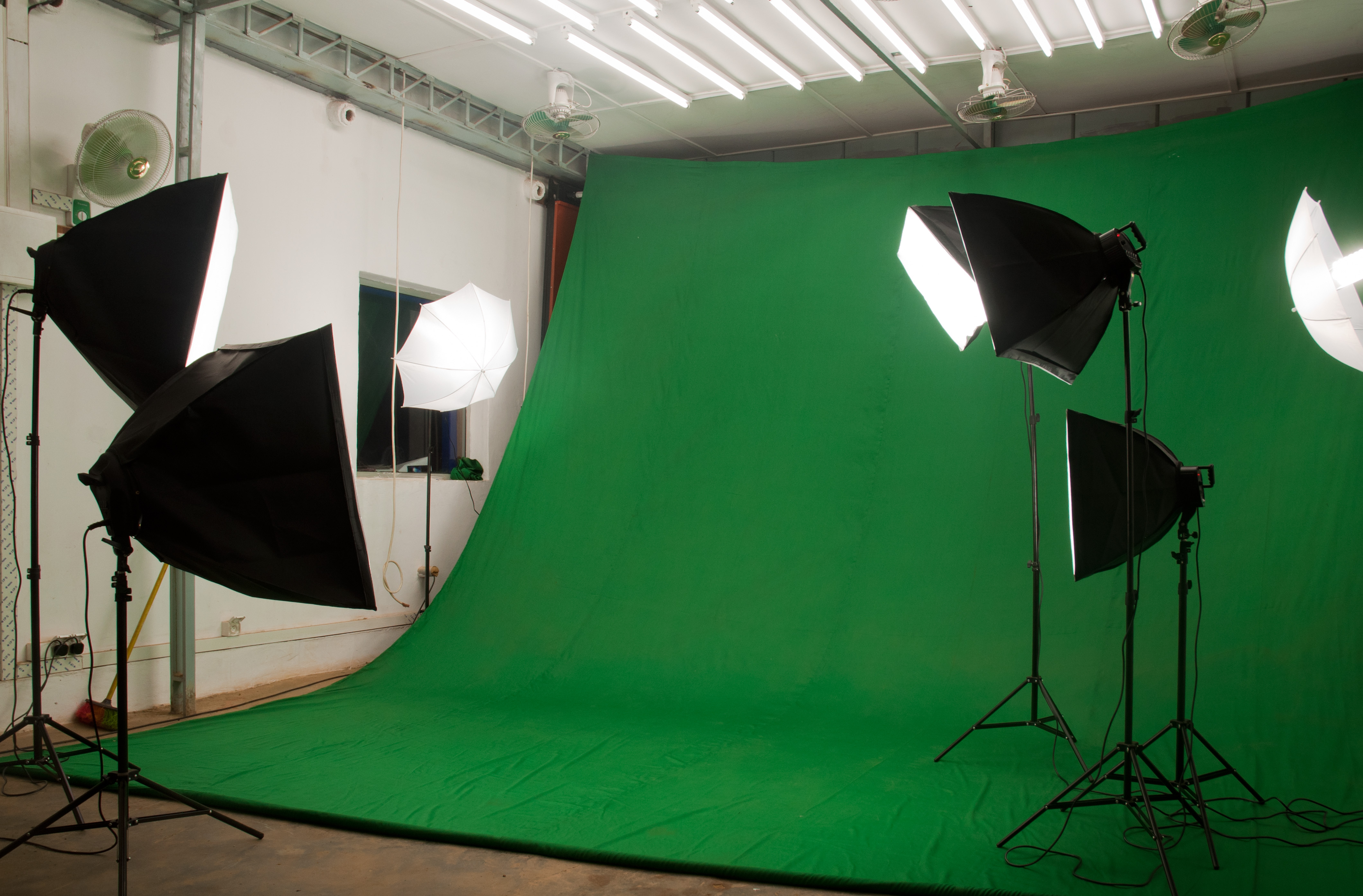
آتلیه عکاسی با پس زمینه پرده سبز

در این نوع از آتلیه عکاسی محیط آتلیه صرفا برای عکاسی از کودک و نوزاد طراحی و اجرا می‌شود . فضایی کاملا کودکانه برای امنیت و راحتی کودک، کاملا بهداشتی و تمیز و آرام که کودک علاوه بر اینکه ارتباط خوبی با محیط برقرار کند همکاری لازم را با عکاس خود داشته باشد. در آتلیه‌های کودک و نوزاد از فلاش و نورپردازی‌های استاندارد برای جلوگیری از آسیب به پوست استفاده میشود . در آتلیه‌های کودک ایرانی، استفاده از دکورهای مناسبتی مثل شب یلدا، عروسک و کارتون‌های مشهور والددیسنی و نوروز مرسوم است.

### آتلیه عکاسی عروسی

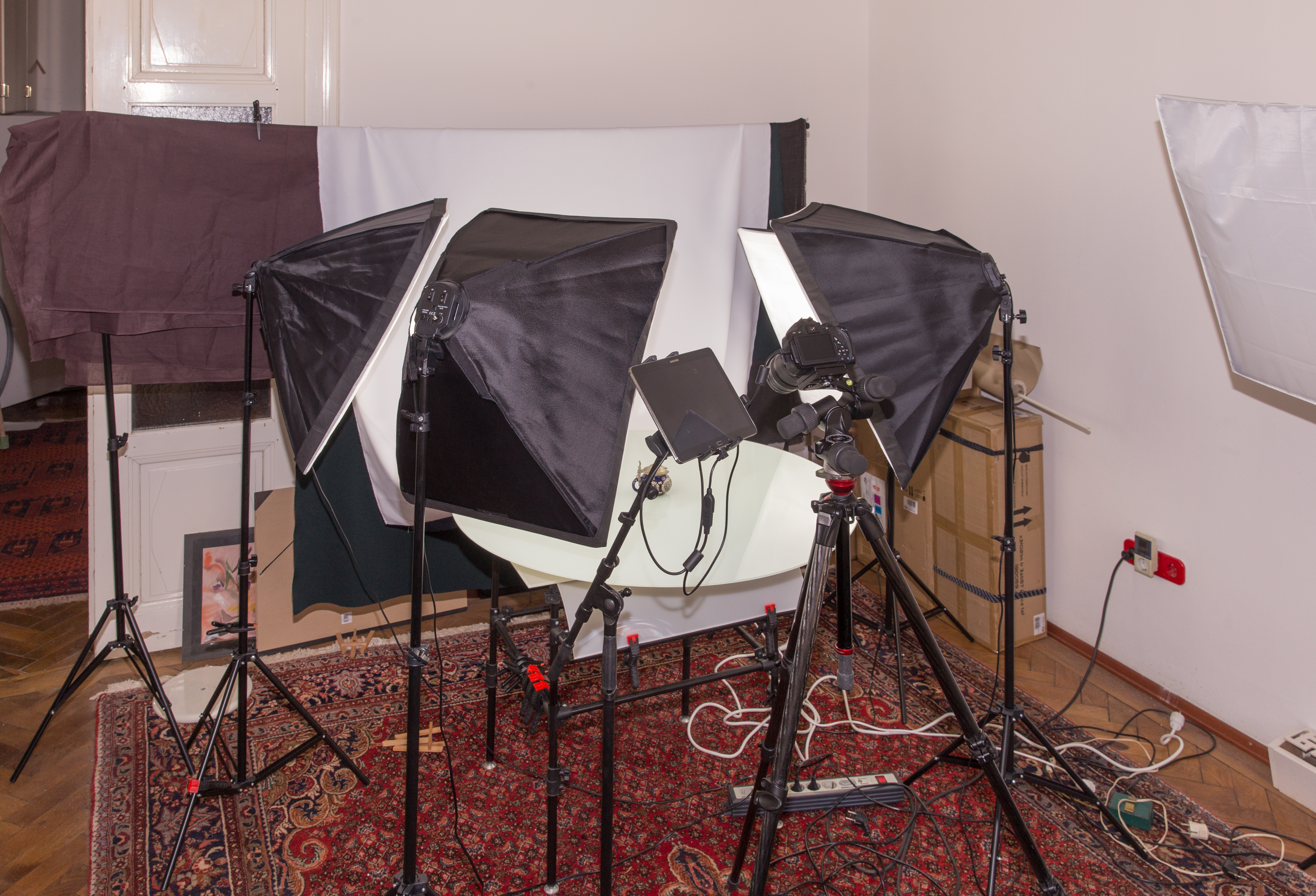
سازمان یک آتلیه عکاسی برای تهیه عکس و فیلم

برای گرفتن عکس‌هایی با موضوعیت عروس و داماد با توجه به سلیقه و نیاز مخاطب، دکورها و چیدمان و نورپردازی‌ها در آتلیه‌های عکاسی عروس متفاوت است. برای مثال استفاده از دکورهایی مثل پیانو ، پرده‌های بلند ، پله‌های بزرگ ، صندلی‌های سلطنتی و انواع دکورهای چشم نواز ، طرفداران زیادی دارد و عروس و داماد‌ها برای عکاسی آتلیه روز جشن خود آتلیه‌های تخصصی عروس را برمی‌گزینند .

## آتلیه عکاسی و نکات کلیدی آن

### لنز

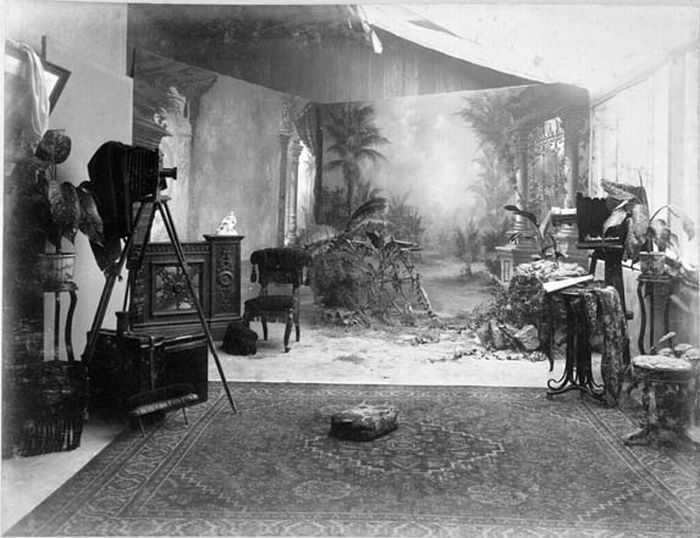
یک آتلیهٔ عکاسی در سال ۱۸۹۸ در کشور هلند.

چند لنز خوب وجود دارد که برای عکاسی ماکرو وجود دارد. شما می‌توانید با استفاده از یک لنز نرمال به همراه یک لنز نرم‌افزاری استفاده کنید که به شما امکان می‌دهد بزرگنمایی کنید. یا حتی بهتر است، شما می‌توانید یک لنز نرمال را معکوس کنید که در هنگام ترکیب با لوله‌های تقویت شده، حتی بزرگتر می‌شود.
گزینه راحت‌تر و انعطاف‌پذیرتر، مخصوصاً برای مبتدیان در عکاسی ماکرو، این است که یک لنز اختصاصی ماکرو داشته باشید. محبوب‌ترین مدل‌ها دارای فاصله کانونی بین ۹۰–۱۰۵ میلی‌متر می‌باشند و دارای نسبت بزرگنمایی ۱: ۱ هستند. همچنین فاصله کانونی کوتاه‌تری مانند ۵۰ یا ۶۰ میلی‌متر وجود دارد، اما این فاصله کوتاه‌تر کارایی دارد، به این معنی که شما باید به موضوع خود نزدیک شوید و خطر ترساندن آن را داشته باشید. بزرگنمایی ۱: ۱ به این معنی است که هنگامی که شما به عنوان نزدیکترین حد ممکن تمرکز می‌کنید، موضوع شما به همان اندازه در زندگی واقعی بسیار حساس است؛ بنابراین اگر شما یک سنسور کامل قاب ۳۶ × ۲۴ میلی‌متر داشته باشید، به این معنی است که هر حشره‌ای که می‌خواهید شلیک کنید طول ۳۶ میلی‌متری است که فقط در تصویر شما مناسب است.
اگر از یک دوربین APS-C یا Micro Four Thirds استفاده کنید، با افزایش سنسور کوچکتر، سوژه خود را حتی در ۱x افزایش می‌دهید. این لنزهای ماکرو ۱: ۱ طبیعی هستند که توسط بسیاری از مارک‌های عمده مانند ۱۰۵mm سایگما، ۱۰۰mm کانن، ۱۰۵mm نیکون، ۱۰۰mm Samyang , 90mm افسانه‌ای Tamron, 90mm سونی و ۱۰۰mm Tokina ساخته شده‌است. آن‌ها هزینه‌ای حدود ۴۰۰ تا ۱۰۰۰ دلار هزینه می‌کنند و همه آن‌ها تیز هستند و ارزش زیادی برای پول دارند.
بسیاری از این لنزها دارای تثبیت‌کننده تصویر هستند، که بسیار خوب است، زیرا ترکیب بسیار ساده‌تر می‌شود. نگاهی به بررسی و خرید یکی که دوست دارید. شما نمی‌توانید با یک مقیاس ۱۰۰ میلی‌متری ۱: ۱ لنز ماکرو باکیفیت عجله نکنید، بیشتر آن‌ها نتایج قابل مقایسه را تولید می‌کنند.

### محل و آب و هوا
برخی از موضوعات جالب توجه برای عکاسی با لنز ماکرو اشکالات کوچک و حشرات هستند. گل‌ها و گیاهان مختلف نیز سرگرم‌کننده هستند و اغلب می‌توانند تصاویر انتزاعی جالب را ایجاد کنند. مکان‌هایی که برای عکاسان ماکرو بیشتر به نظر می‌رسند، در تجربه من، مکان‌هایی با گل‌ها و گیاهان زیادی دارند. باغ گیاه‌شناسی به ویژه بزرگ است.
بهترین زمان برای رفتن، اگر شما می‌خواهید به ساقه اشکالات و حشرات است، هر زمان که دمای محیط در حدود ۱۷ درجه سانتیگراد (۶۳ درجه فارنهایت) یا گرمتر، به عنوان حشرات تمایل به فعال تر زمانی که آن را در خارج از گرما است. از سوی دیگر، اگر شما در پیدا کردن حشرات که در آن استراحت خوب است (من شخصاً این بسیار سخت است)، آن‌ها زمانی که آن را سرد است، دیگر نگه دارید. بعضی از عکاسان ماکرو مایل به رفتن در صبح زود تابستان برای گرفتن حشرات زمانی که آن‌ها کاملاً فعال نیست.
آب و هوای ابری معمولاً بهتر از آب و هوای آفتابی است، چرا که نور را راحت‌تر می‌کند.

### فلش
اگر شما در حال عکسبرداری از سوژه‌های بسیار کوچک مانند حشرات هستید، هواپیما کانونی بسیار محدود است – چند میلی‌متر یا بیشتر؛ بنابراین، شما باید دیافراگم خود را حداقل F16 تنظیم کنید تا شانس بیشتری برای تمرکز حشرات داشته باشید.
با یک دیافراگم کوچک مثل آن، و نیاز به سرعت شاتر بالا به علت لرزش لنز و سوژه، یک فلاش ضروری است. شما می‌توانید از هر فلاش برای عکاسی ماکرو استفاده کنید، در اغلب موارد حتی فلاش پاپ آپ از ارزان‌تر DSLRها می‌تواند به خوبی کار کند، اما مورد علاقه من، Meike MK-300 ارزان، جمع و جور و سبک‌وزن است.
برخی از موقعیت‌های ماکرو عکاسی وجود دارد که در آن یک فلاش به شدت مورد نیاز نیست. یک وضعیت وجود دارد اگر شما با عکسبرداری در F2.8 یا F4 خوب هستید و نور خورشید زیادی وجود دارد. این می‌تواند به این صورت باشد که شما به بزرگنمایی ۱: ۱ نرسیده‌اید و در نتیجه می‌توانید عمق خوبی از میدان را با یک دیافراگم بزرگ بدست آورید (هنگامی که از موضوع خود حرکت می‌کنید، عمق میدان افزایش می‌یابد).
پیشروی با استفاده از یک فلاش این است که عکس‌های طبیعی بیشتری را با نور طبیعی دریافت می‌کنید. اما اگر بخواهید حشرات را به سمت نزدیک ببرید و می‌خواهید بیش از یک قسمت کوچک از آن‌ها در تمرکز داشته باشید، باید از یک فلاش استفاده کنید.

### دیافراگم
اگر از فلاش برای عکاسی ماکرو استفاده می‌کنید، من به شدت توصیه می‌کنم با استفاده از یک diffusor نیز استفاده کنید. یک دیافراگم به سادگی یک ماده سفید و شفاف است که می‌توانید آن را پیدا کنید، که می‌توانید بین فلش و موضوع خود قرار دهید.
منبع نور بزرگتر، سایه‌ها در عکس‌های شما صاف‌تر و نرم‌تر می‌شوند. به همین دلیل است که octaboxes بزرگ در عکاسی پرتره محبوب هستند؛ و به همین دلیل است که شما باید از عکاسی ماکرو استفاده کنید. این باعث می‌شود که اندازه نور از فلاش بسیار بزرگتر باشد و بنابراین نور در عکس‌های شما کمی سخت‌تر می‌شود و رنگ‌ها بهتر می‌شوند.
در ابتدا، من یک تکه کاغذ معمولی سفید را استفاده کردم که سوراخ را برداشتم و لنز را به آن وصل کردم. هرچند کمی شکننده بود و در حین حمل و نقل کوچک می‌شد. فوکوس بعدی من یک فیلتر برای جارو برقی بود که من نیز یک سوراخ را از طریق آن برداشتم و در اطراف لنز قرار دادم. این یک پخش‌کننده بزرگ نیز بود.
در حال حاضر من از یک diffusor soft – made ساخته شده‌است که می‌تواند به آسانی با زمانی که در حال استفاده نیست با هم هموار شود.

### سرعت شاتر
در عکاسی ماکرو، شما خواهید دید که ارتعاشات کوچک از دست شما هنگام نگه داشتن دوربین به اندازه کافی کافی است تا کل تصویر را مانند جهنم پرش کنید. این را با تلاش برای عکاسی از یک حشره‌نشین بر روی یک گیاه که در حال وزش باد است، ترکیب کنید و یک چالش واقعی را در دستان خود داشته باشید. برای درک آنچه من منظورم این ویدیو را در بالای این مقاله مشاهده کنید.
بنابراین، سرعت شاتر بالا توصیه می‌شود، مخصوصاً برای مبتدیان. با سرعت شاتر ۱/۲۵۰ یا سریعتر شروع کنید.
با این حال، مدت زمان نور از سرعت نور معمولاً بسیار کوتاه است، و می‌تواند به راحتی موضوع خود را، حتی با سرعت شاتر کمتری مانند ۱/۱۰۰ ثانیه ترکیب شده‌است. دلیل این امر این است که فلاش برای اکثریت نور در عکس ایستاده‌است، بنابراین حتی اگر تصادفاً دوربین شما را لرزاند، در معرض نور قرار می‌گیرد. با یک لنز بزرگ با فاصله کانونی کوتاه، شما می‌توانید عکس‌های زیبا نگاه حتی در سرعت ۱/۴۰ ثانیه شاتر.
مزیت استفاده از سرعت شاتر آهسته این است که شما می‌توانید از پس زمینه سیاه و سفید که در اغلب موارد در عکس‌های ماکرو با فلاش گرفته شده‌است جلوگیری کنید. در عوض، شما می‌توانید برخی از رنگ را به پس زمینه خود را، ساخت عکس نگاه کمی بهتر (حداقل به نظر من).
به‌طور خلاصه: با سرعت شاتر سریع شروع کنید. هنگامی که کمی تمرین کرده‌اید، سعی کنید به تدریج کاهش سرعت شاتر، همراه با یک فلاش.

### تمرکز
اول از همه، شما می‌توانید فوکوس اتوماتیک را فراموش کنید. اکثر لنزهای ماکرو فوکوس به اندازه کافی سریع نیست که بتواند با رعایت حرکات مواجه شود و تکان دادن آن با بزرگنمایی ۱: ۱ باشد. مفید است که از همان ابتدا فکری از فوکوس اتوماتیک را کنار بگذارید و تمرکز خود را بر روی آن تمرکز کنید.
دوم از همه، سه‌پایه را فراموش کنید. به استثنای مواردی که شما در حال عکسبرداری از چیزی کاملاً ایستا، مانند یک محصول در یک استودیو، سه‌پایه برای استفاده در عکاسی ماکرو بسیار کاربردی است.
برای عکسبرداری از حشرات یا گل‌ها در خارج، شما ناامید خواهید شد که زمان تنظیم سه‌پایه را صرف کنید، فقط برای اینکه کشف کنید که ارتعاشات کوچک گل در باد، عکس را تار می‌کند. به ذکر است که هر حشره در طی ۱۰ ثانیه اول از تنظیم سه‌پایه ۱ دقیقه شما دور خواهد شد.
با گذشت زمان، روش زیر را برای تمرکز طراحی کرده‌ام که به نظر من بهترین نتیجه را می‌دهد: دوربین را با هر دو دست نگه دارید و ترجیحاً آرنج خود را در مقابل طرفین یا پاها قرار دهید تا ثبات بیشتری داشته باشید. بعد، حلقه تمرکز خود را به تقریباً بزرگنمایی ای که می‌خواهید برسانید. سپس با لمس حلقه فوکوس، با حرکت دادن به سمت راست به سوژه، تمرکز کنید، در حالی که سعی کنید عکسی دقیق در لحظه مناسب بکشید. ویدیو را برای تجسم این تکنیک مشاهده کنید.
اگر می‌توانید یکی از ۵ عکس متداول و واضح را در جای مناسب دریافت کنید، در نظر بگیرید که یک نسبت خوب است. در هنگام انجام عکاسی ماکرو، به ویژه در ابتدا، انتظار می‌رود که بسیاری از عکس‌ها را دور بریزید.

### فوکوس
همان‌طور که قبلاً ذکر شد، یک فاصله تمرکز نزدیک، یک هواپیما کانونی بسیار محدود است؛ و از آنجا که ما در مورد تکنیک‌های پیشرفته مانند تمرکز تمرکز صحبت نمی‌کنیم، متوجه خواهید شد که بهترین عکس‌های ماکرو در هنگام استفاده از هواپیما کانونی باریک به طرز هوشمندانه‌ای می‌آید.
سعی کنید سوژه‌هایی را که مسطح هستند پیدا کنید و آن‌ها را در فوکوس قرار دهید. نمونه‌هایی از گل‌های کوچک، صاف یا پروانه‌های عکس از طرف یا سوسک‌هایی با پشت تقریباً مسطح هستند.
یک مثال دیگر از استفاده از هواپیما کانونی باریک در یک روش خلاقانه این است که یک حشره را از روی تکه تار بچرخانیم. این باعث می‌شود تا اثر جالبی و زیبا زیبایی داشته باشید.

### زاویه
یک اشتباه رایج اولیه این است که به راحتی عکس را از جایی که ایستاده‌اید، بکشید، در زاویه ۴۵ درجه نسبت به حشره یا گل. این کار باعث می‌شود که عکس شما مانند هر عکس دیگر ماکروی جدید جدید بیرون باشد – به عبارت دیگر: خسته‌کننده خواهد بود.
سعی کنید زاویه‌های غیرمعمولی مانند عکسبرداری حشرات از طرف، جلو یا پایین را پیدا کنید. اگر نمی‌خواهید روی زمین خزید، از صفحه نمایش تلنگر خود استفاده کنید. اگر این حشره در یک گیاه یا یک برگ قرار دارد، سعی کنید آن گیاه را به سمت آن در برابر آسمان نگه دارید – این یک زاویه جالب و زمینه‌ای زیباتر است.

### بزرگنمایی
چیزی که من به عنوان یک مبتدی در عکاسی ماکرو انجام دادم، همیشه برای حداکثر بزرگنمایی بود. من فکر کردم، «حشرات بزرگتر در قاب، عکس خنک تر است.» اما حقیقت این است که اگر کمی کمی عقب بیافتید، اغلب می‌توانید یک عکس زیبا و جالب پیدا کنید و حشره را کمی کوچکتر ببینید، در محیط اطراف آن تصویر می‌شود.

### اشیاء شارپ
و در نهایت، هرگز اشیای تیز مانند چاقو یا دریل‌ها را در برابر لنز ماکرو گرانبها قرار ندهید.